# Peggy Küttner
Peggy Küttner (* 16. Juli 1975 in Meißen) ist eine ehemalige deutsche Volleyballspielerin.

## Karriere
Peggy Küttner begann als Elfjährige mit dem Volleyball bei der heimischen SG Dynamo Meißen. Mit dem DDR-Bezirk Dresden siegte sie bei der Spartakiade 1989 in Berlin. Anschließend kam sie an die Kinder- und Jugendsportschule nach Berlin und spielte für den SC Dynamo Berlin, mit dem sie 1990 kurz vor der Wende DDR-Meister und ein Jahr später „Ostdeutscher Meister“ und Pokalsieger wurde. Peggy Küttner blieb auch nach der Fusion zum CJD Berlin in der Hauptstadt und gewann hier zweimal die deutsche Meisterschaft (1993 und 1994), viermal den DVV-Pokal (1992, 1993, 1994 und 1995) sowie den Europapokal der Pokalsieger 1993. 1996 wechselte sie zurück in ihre sächsische Heimat zum damaligen Zweitligisten Dresdner SC, mit dem sie 1997 in die Erste Bundesliga aufstieg. Seitdem war sie bis 2003 ununterbrochen in den Ranglisten des Deutschen Volleyballs vertreten. 1999 gewann Peggy Küttner mit dem Dresdner SC das „Double“ aus Meisterschaft und Pokal. Nach dem erneuten Pokalgewinn 2002 beendete sie ein Jahr später ihre Bundesligakarriere. Peggy Küttner spielte auch 31-mal in der deutschen Nationalmannschaft.
Von 1995 bis 2003 spielte Peggy Küttner an der Seite von Janine Ast auch Beachvolleyball. Größte Erfolge waren hier zwei Turniersiege in Essen 2000 und 2002.